# 佐竹研一
佐竹 研一（さたけ けんいち、1945年 - 2016年12月18日）は、日本の環境学者。初代生物地球化学研究会会長。
高知県生まれ。土佐高等学校卒業。名古屋大学大学院理学研究科博士課程修了。理学博士。環境庁国立環境研究所酸性雨研究チーム総合研究官を経て、立正大学地球環境科学部環境システム学科教授、中国廈門大学客員教授。

## 学歴
- 1963年（昭和38年） 3月  土佐中学校・高等学校卒業
- 1972年（昭和47年） 3月  名古屋大学大学院理学研究科博士課程満了。
- 1980年（昭和55年）11月8日 理学博士（名古屋大学）、「無機酸性湖潟沼の物質代謝に関する陸水学的研究」（乙 1920）

## 職歴
- 1974年（昭和49年） 4月  東京大学海洋研究所海洋生化学研究室　研究員
- 1975年（昭和50年）10月  国立公害研究所計測技術部生体化学計測研究室　研究員
- 1992年（平成 4年）10月  国立環境研究所地球環境研究グループ　総合研究官
- 2004年（平成16年） 4月  立正大学地球環境科学部　教授
- 2015年（平成27年） 3月  同　定年退職

その他 中国廈門大学客員教授、東京大学非常勤講師

## 専門分野
- 生物地球化学

### 学会などにおける活動
- 生物地球化学研究会会長（2001年 - 2016年）[2]。
- 雑誌「地球環境」編集委員
- 環境省酸性雨対策検討委員会委員
- 酸性雨国際学会 Acid rain 200 実行委員長
- NHK科学大好き木曜塾アドバイザー